# Herlev Kirke
Herlev Kirke er en senmiddelalderlig bygning, opført i gotisk stil på Herlev Bygade 29 i Herlev.

## Kirkeskib
Hvalfisken er en snaubrig bygget i Slagelse 1988. Modellen er udført af maler Ove Andersen og blev hængt op i kriken 29. maj samme år.
- Snaubriggen Hvalfisken
- Hvalfisken i kirkerummet

## Eksterne kilder og henvisninger
- Wikimedia Commons har flere filer relateret til Herlev Kirke
- Herlev Kirke Arkiveret 31. januar 2011 hos  Wayback Machine hos nordenskirker.dk
- Herlev Kirke hos KortTilKirken.dk